# Клемери
Клемери (фр. Clémery) насеље је и општина у североисточној Француској у региону Лорена, у департману Мерт и Мозел која припада префектури Нанси.
По подацима из 2011. године у општини је живело 517 становника, а густина насељености је износила 54,71 становника/km². Општина се простире на површини од 9,45 km². Налази се на средњој надморској висини од 180 метара (максималној 226 m, а минималној 179 m).

## Демографија
| 1962. | 1968. | 1975. | 1982. | 1990. | 1999. | 2011. |
| ----- | ----- | ----- | ----- | ----- | ----- | ----- |
| 262   | 262   | 216   | 256   | 315   | 404   | 517   |

График промене броја становника у току последњих година